# بخش گرویر
بخش گرویر یکی از بخشهای ایالت فریبورگ  در کشور سوئیس است.